# René Leibowitz
René Leibowitz (ur. 17 lutego 1913 w Warszawie, zm. 28 sierpnia 1972 w Paryżu) – francuski kompozytor, dyrygent, teoretyk muzyki i pedagog; ogromnie zasłużony dla spopularyzowania dodekafonii.

## Życiorys
Od czwartego roku życia uczył się gry na skrzypcach, pierwszy występ miał w wieku 9 lat. W 1926 roku przeniósł się do Francji. W latach 1930–1933 studiował harmonię i kontrapunkt w Wiedniu u Antona Weberna. Edukację kontynuował w Berlinie u Arnolda Schönberga w zakresie muzyki współczesnej oraz w Paryżu dyrygenturę pod okiem Pierre’a Monteux i instrumentację u Maurice’a Ravela.
Od 1937 roku działał jako kompozytor, prowadził również badania nad twórczością Arnolda Schönberga, których efektem była książka Schoenberg et son école (1947). Drugim kompozytorem z kręgu drugiej szkoły wiedeńskiej, którego popularyzacją zajął się Leibowitz, był Anton Webern.
René Leibowitz spopularyzował we Francji dodekafonię, gdyż jego fascynację tą techniką przejęli uczniowie, zwłaszcza Pierre Boulez, Michel Philippot, Maurice Le Roux. Popularyzował również tę technikę kompozycji w Stanach Zjednoczonych przedstawiając tam, jako kompozytor, dodekafoniczne utwory w latach 1947–1948. W 1950 roku ukazała się jego praca pt. L’artiste et sa conscience: esquisse d’une dialectique de la conscience artistique z przedmową Jeana-Paula Sartre’a, w której wypowiedział się na temat społecznej roli artysty. Kontynuował swoją pracę badawczą wydając m.in. Historię opery w 1957 roku, biografię Ericha Itora Kahna wspólnie z Konradem Wolffem oraz podręcznik instrumentacji wraz z Jan Maguire. W 1966 ukazała się jego publikacja poświęcona klasykowi dodekafonii i nauczycielowi Leibowitza Schönberg.
Leibowitz jako kompozytor był wiernym naśladowcą Schönberga. W swojej praktyce stosował klasyczną dla dodekafonistów technikę dwunastotonową tworząc takie utwory jak Symfonia kameralna, Sześć utworów orkiestrowych, Sonata fortepianowa. Jednakże wkład Leibowitza w rozwój współczesnej muzyki opiera się w większym stopniu na jego działalności teoretycznej i pedagogicznej niż na wtórnych kompozycjach.